# Paramount Home Entertainment
Paramount Home Entertainment (PHE, anteriormente Paramount Home Media Distribution, y originalmente Paramount Home Video y Paramount Video) es el brazo de distribución para el hogar de Paramount Pictures, filial de Paramount Global. 
Fundada en 1975, se le conoce por distribuir en DVD (y anteriormente en VHS) películas y series que fueron producidas por Paramount Pictures o Paramount Players, Paramount Animation, Paramount Television Studios, CBS Home Entertainment, Showtime, MTV, Nickelodeon, VH1, BET y Comedy Central; y bajo las licencias correspondientes, títulos de DreamWorks Pictures, IFC Films y Miramax anteriores a 2010, títulos de Dimension Films anteriores a 2005 y títulos y películas de DreamWorks Animation de 2006 a 2012.
PHE además administra la concesión de licencias globales de los contenidos del estudios y la distribución transaccional a nivel mundial en plataformas digitales y de transmisión móvil y/o en línea.
Los derechos del catálogo 1928-49 de Paramount Pictures pertenecen a Universal Pictures Home Entertainment

## Historia
Fue fundada en 1975 con el nombre de Paramount Home Video. En 1982 fue renombrada como Paramount Video.
En el Reino Unido y Australia y España, la biblioteca de películas de Paramount Pictures fue lanzada por la extinta CIC Video junto con Universal Pictures hasta 1999, antes de que CIC se convirtiera en dos unidades separadas: Paramount Home Entertainment International y Universal Studios Home Entertainment International.
En 1998 empezó a distribuir en VHS y DVD Civite Films después de que Luna Llena Home Entertainment(sello de Disney) fuera cerrado hasta 2005, cuando Divisa Home Video le sustituyó.
En abril de 1999, empezó a distribuir Grupo Planeta en VHS y DVD hasta que en 2002 fue a Buena Vista Home Entertainment. Distribuyó en VHS ciertos títulos de New Dreams Digital
En 2002 empezó a distribuir Flins y Piniculas y en octubre de 2004 a Aurum Producciones reemplazando a Columbia TriStar Home Entertainment y distribuyo ciertos títulos de Crest Films en VHS, DVD (y Blu-ray desde 2008). A Crest lo vendieron a su propia distribución y en 2011 Aurum regresa a Sony.
Distribuyeron en DVD ciertos títulos de Tot Media.
De 2004 a 2011, PHE distribuyó programas de PBS y PBS Kids en VHS, DVD y Blu-ray, reemplazando a Warner Home Video.
En 2005, tras adquirir DreamWorks distribuyó sus productos en DVD y HD DVD(y en Blu-ray) reemplazando a Universal Pictures.
En 2007, adquiere Selecta Visión de Universal Pictures para estrenar su catálogo y futuros títulos a DVD y Blu-ray, hasta que en 2011 Sony lo adquirió.
En 2010 empezó a licenciar Universal Studios Home Entertainment en España en DVD, Blu-ray para que seis años más tarde Sony los licenciara a Universal y Paramount en DVD, Blu-ray y 4K UHD
En 2011, debido a una reestructuración de la empresa, PHE pasó a llamarse Paramount Home Media Distribution (PHMD).
Distribuyeron ciertos títulos de Alta Films(2010-2013) y Vertigo Films en 2012 a 2015(en 2015 se pasó a Sony y en 2020 a Arvi Licensing) en DVD y Blu-ray en España  
En octubre de 2012, se anunció que PHMD y Warner Home Video habían firmado un acuerdo de distribución, lo que le permitía a Warner obtener los derechos de distribución de más de 600 títulos de Paramount en DVD, Blu-ray, UltraViolet , Flixster y derechos de fabricación de DVD bajo demanda en Estados Unidos y Canadá. El acuerdo entró en vigencia el 1 de enero de 2013.  Sin embargo, el acuerdo expiró en 2017, como lo demuestran los títulos de PHMD que ya no aparecen en la tienda web de Warner Home Video. Desde entonces, la distribución de los títulos incluidos en el acuerdo de Warner ha vuelto a PHMD.
En febrero de 2015, PHMD firmó un acuerdo de distribución con Universal Pictures Home Entertainment, por el cual este último distribuirá los títulos del primero fuera de Estados Unidos, particularmente en los territorios donde PHMD tiene una oficina. El trato comenzó el 1 de julio de 2015 en el Reino Unido.
El 27 de mayo de 2015, IFC Films llegó a otro acuerdo de distribución de videos domésticos con PHMD.
En junio de 2016, PHMD comenzó a lanzar discos Blu-ray Ultra HD, comenzando con las dos primeras películas de reinicio de Star Trek.
En mayo de 2019, PHMD recuperó su nombre a Paramount Home Entertainment, nombre que llevó de 1999 a 2011. 
Después de que ViacomCBS comprara una participación del 49% en Miramax el 3 de abril de 2020, PHE adquirió los derechos de distribución de toda la biblioteca de Miramax, así como de la biblioteca de Dimension Films anterior a 2005.
El 14 de julio de 2020, PHE firmó un acuerdo de distribución de entretenimiento para el hogar en el Reino Unido con Elevation Sales (empresa conjunta entre StudioCanal y Lionsgate ) que comenzó en enero de 2021, en España con Divisa Home Video en Italia con Koch Media y en Holanda con Dutch Filmworks.

## Principales películas
El catálogo pre-1928 y post-1949 pertenece a Paramount Pictures. El catálogo 1928-1949 (incluyendo 5 filmes de Hitchcock de 1954 a 1960), junto con los títulos de DreamWorks Animation pertenece a Universal Studios.

### Década de 1920
- La caravana de Oregón ("The Covered Wagon") (1923)
- Los diez mandamientos ("The Ten Commandments") (1923)
- Alas ("Wings") (1927)
- El virginiano ("The Virginian") (1929)
- Aplauso (película) ("Applause") (1929)
- El desfile del amor ("The Love Parade") (1929)
- Los cuatro cocos ("The Cocoanuts") (1929)

### Década de 1930
- Marruecos ("Morocco") (1930)
- Desfile de estrellas ("Paramount on Parade") (1930)
- El conflicto de los Marx ("Animal Crackers") (1930)
- Las calles de la ciudad ("City Streets") (1931)
- El hombre y el monstruo ("Dr. Jekyll and Mr. Hyde") (1931)
- Una hora contigo ("One Hour with You") (1932)
- El signo de la cruz ("The Sign of the Cross") (1932)
- Un ladrón en mi alcoba ("Trouble in Paradise") (1932)
- El expreso de Shanghai ("Shanghai Express") (1932)
- Ámame esta noche ("Love Me Tonight") (1932)
- Lady Lou ("She Done Him Wrong") (1933)
- Sopa de ganso ("Duck Soup") (1933)
- Cleopatra (1934)
- La viuda alegre ("The Merry Widow") (1934)
- Tres lanceros bengalíes ("The Lives of a Bengal Lancer") (1935)
- Buffalo Bill ("The Plainsman") (1936)
- El general murió al amanecer ("The General Died at Dawn") (1937)
- Una chica afortunada ("Easy Living") (1937)
- Union Pacific (1938)
- Beau Geste (1938)
- Medianoche ("Midnight") (1938)

### Década de 1940
- Si no amaneciera ("Hold Back the Dawn") (1941)
- Las tres noches de Eva ("The Lady Eve") (1941)
- Los viajes de Sullivan ("Sullivan's Travels") (1941)
- Piratas del mar Caribe ("Reap the Wild Wind") (1942)
- Un marido rico ("The Palm Beach Story") (1942)
- Ruta de Marruecos ("Road to Morocco") (1942)
- El cuervo ("This Gun for Hire") (1942)
- Holiday Inn (1942)
- Sangre en Filipinas ("So Proudly We Hail!]] (1943)
- Por quién doblan las campanas ("For Whom the Bell Tolls") (1942)
- The Miracle of Morgan's Creek (1944)
- Perdición ("Double Indemnity") (1944)
- Going My Way (1944)
- Murder, He Says (1945)
- Días sin huella ("The Lost Weekend") (1945)
- La dalia azul ("The Blue Dahlia") (1946)
- La vida íntima de Julia Norris ("To Each His Own")]] (1946)
- El extraño amor de Martha Ivers ("The Strange Love of Martha Ivers")]] (1946)
- Morena y peligrosa ("My Favorite Brunette") (1946)
- Camino de Río ("Road to Rio") (1947)
- El reloj asesino ("The Big Clock") (1947)
- Voces de muerte ("Sorry, Wrong Number") (1948)
- Rostro pálido ("The Paleface") (1948)
- La heredera ("The Heiress") (1949)
- Mi amiga Irma ("My Friend Irma") (1949)
- Sansón y Dalila ("Samson and Delilah") (1949)

### Década de 1950
- El crepúsculo de los dioses ("Sunset Boulevard") (1950)
- Un lugar en el sol ("A Place in the Sun") (1950)
- Brigada 21 ("Detective Story") (1951)
- El mayor espectáculo del mundo ("The Greatest Show on Earth") (1951)
- Vuelve, Pequeña Sheba ("Come Back, Little Sheba"]] (1952)
- Vacaciones en Roma ("Roman Holiday") (1953)
- Raíces profundas ("Shane") (1952)
- Traidor en el infierno ("Stalag 17") (1952)
- La guerra de los mundos ("The War of the Worlds") (1952)
- La angustia de vivir ("The Country Girl") (1954)
- La ventana indiscreta ("Rear Window") (1954)(actualmente de Universal Studios desde 1962)
- Navidades blancas ("") (1954)
- Sabrina (1954)
- La rosa tatuada ("The Rose Tattoo") (1955)
- Atrapa a un ladrón ("To Catch a Thief") (1954)
- Horas desesperadas ("The Desperate Hours") (1955)
- Pero ¿quién mató a Harry? ("The Trouble with Harry") (1954) (actualmente de Universal Pictures desde 1962)
- El hombre que sabía demasiado ("The Man Who Knew Too Much") (1955, remake de la película de 1934, actualmente de Universal Pictures desde 1962)
- Los diez mandamientos ("The Ten Commandments") (1956, remake de la película de 1926)
- Guerra y paz ("War and Peace") (1956)
- Duelo de titanes ("Gunfight at the O.K. Corral") (1956)
- Una cara con Angel ("Funny Face") (1956)
- Enséñame a querer ("Teacher's Pet") (1958)
- Vértigo (De entre los muertos) ("Vertigo") (1957) (actualmente de Universal Pictures desde 1962)

### Década de 1960
- Psicosis ("Psycho") (1959, actualmente de Universal Pictures desde 1962)
- Desayuno con diamantes ("Breakfast at Tiffany's") (1961)
- Amor en Hawaii ("Blue Hawaii") (1961)
- El rostro impenetrable ("One-Eyed Jacks") (1960)
- El hombre que mató a Liberty Valance ("The Man Who Shot Liberty Valance") (1961)
- El más salvaje entre mil ("Hud") (1962)
- El profesor chiflado ("The Nutty Professor") (1962)
- Siete días de mayo ("Seven Days in May") (1963)(actualmente de Warner Bros. desde 1967)
- El espía que surgió del frío ("The Spy Who Came in From the Cold") (1965)
- Alfie (1966)
- Plan diabólico ("Seconds") (1966)
- Descalzos por el parque ("Barefoot in the Park") (1966)
- El Dorado (1966)
- Hasta que llegó su hora (C'era una volta il West]] (1968)
- La semilla del diablo ("Rosemary's Baby") (1967)
- Complicidad sexual ("Goodbye, Columbus") (1969)

### Década de 1970
- Love Story (1970)
- El padrino ("The Godfather") (1971) (además de sus dos secuelas, El padrino II en 1974 y El padrino III en 1990)
- Luna de papel ("Paper Moon") (1973)
- Chinatown (1974)
- La conversación ("The Conversation") (1973)
- El padrino II (1974)
- Los tres días del cóndor ("Three Days of the Condor") (1975)
- King Kong (1976, coproducida por Dino deLaurentiis; remake  de la película de 1933)
- Buscando al señor Goodbar ("Looking for Mr. Goodbar") (1977)
- Fiebre de Sábado por la Noche ("Saturday Night Fever") (1977)
- Grease (1977) (además de su secuela Grease 2, en 1982)
- Star Trek: La película ("Star Trek: The Motion Picture") (1979) (además de todas sus secuelas, Star Trek II: La ira de Khan, en 1981, Star Trek III: En busca de Spock, en 1983, Star Trek IV: Misión: salvar la Tierra, en 1986, Star Trek V: La Última Frontera, en 1988, Star Trek VI: Aquel país desconocido, en 1991, Star Trek VII: La próxima generación en 1994, Star Trek VIII: Primer contacto, en 1996, Star Trek: insurrección, en 1998, y Star Trek: némesis, en 2002)
- Los amos de la noche ("The Warriors") (1979)

### Década de 1980
- Airplane! (En España: "Aterriza como puedas", Latinoamérica: "¿Dónde está el piloto") (1980)
- Friday the 13th (1979) (además de siete de sus diez secuelas en 1981, 1982, 1984, 1985, 1986, 1988, 1989. New Line Cinema obtuvo los derechos de la franquicia en 1991.)

- Ordinary People (1980)
- Raiders of the Lost Ark (1980), y sus dos secuelas, Indiana Jones and the Temple of Doom (1983) e Indiana Jones y la última cruzada (1988).
- An Officer and a Gentleman (1981)
- 48 Hrs. (1982)
- La fuerza del cariño ("Terms of Endearment") (1983)
- Flashdance (1982)
- Trading Places (1982)
- Beverly Hills Cop (1984) (además de sus dos secuelas en 1986 y 1993)
- Footloose (1983)
- Witness (1984)
- Cocodrilo Dundee ("Crocodile Dundee") (1986) (y sus dos secuelas en 1987 y 2000
- Ferris Bueller's Day Off (1985)
- Top Gun (1985)
- Atracción fatal ("Fatal Attraction") (1987)
- The Untouchables (1986)
- Planes, Trains, and Automobiles (1987)
- Acusados ("The Accused") (1988)
- Coming to America (1987)
- The Naked Gun: From the Files of Police Squad! (1988)
- Scrooged (1988)

### Década de 1990
- Ghost (1989)
- El padrino III (1990)
- La caza del Octubre Rojo ("The Hunt for Red October") (1989)
- The Addams Family (1991) (además, sus dos secuelas en 1993 y 1998)
- Juego de patriotas ("Patriot") (1991)
- Wayne's World (1991)
- ¿A quién ama Gilbert Grape? ("What's Eating Gilbert Grape") (1993)
- The Firm (1992)
- Forrest Gump (1993)
- Braveheart (1994)
- La llave mágica ("The Indian in the Cupboard") (1994) (distribución en cines norteamericanos y vídeo y TV internacional, producción conjunta con la Columbia Pictures)
- fuera de onda ("Clueless") (1994)
- Sabrina (1995, repetición de la película de 1954)
- 2013: Rescate en L.A. ("Escape From L.A.") (1996)
- Misión: Imposible ("Mission: Impossible") (1995, basada en la serie de televisión de los años 60 (y sus cinco secuelas en 1999, 2005, 2011, 2014 y 2017)
- In & Out (1997)
- La noche cae sobre Manhattan ("Night Falls on Manhattan") (1996)
- Titanic (1996, coproducción con 20th Century Fox)
- Salvar al soldado Ryan ("Saving Private Ryan") (1997, coproducción con Dreamworks)
- The Truman Show (1997)
- Rugrats, aventuras en pañales ("The Rugrats Movie") (1997; coproducción con Nickelodeon Movies)
- South Park: Bigger Longer & Uncut (1998)
- Sleepy Hollow (1999)
- El talento de Mr. Ripley ("The Talented Mr. Ripley") (1999) (coproducción con Miramax Films)

### 2000-2010
- Snow day (1999; producida junto a Nickelodeon Movies)
- Reglas de compromiso (1999)
- Shaft (1999)
- What women want (2000)
- Rugrats en París (2000; producida junto a Nickelodeon Movies)
- Jimmy Neutrón: El niño genio (2001; producida junto a Nickelodeon Movies, O Entertainment y DNA Productions)
- Ratas a la carrera (2001, remake de la película de 1963 It's a mad, mad, mad, mad world)
- La suma de todos los miedos (2001)
- ¡Oye Arnold! La película (2001; producida junto a Nickelodeon Movies)
- Las horas (2002)
- Los Thornberrys: La película (2002; producida junto a Nickelodeon Movies)
- Como perder a un chico en 10 días (2002)
- Escuela de rock (2003)
- Rugrats: Vacaciones salvajes (2002; producida junto a Nickelodeon Movies)
- The italian job (2002, remake de la película de 1969)
- El mensajero del miedo (2003, remake de la película de 1962)
- The Stepford Wives "Las mujeres perfectas" (2003, remake de la película de 1975)
- Team America: World police (2004)
- Mean girls (2003)
- Bob Esponja: La Película (2004; producida junto a Nickelodeon Movies)
- Elizabethtown (2005)
- The Honeymooners (2005, basada en la serie de 1956)
- La guerra de los mundos (2004; remake de la película de 1953; producida junto a DreamWorks SKG)
- Tuyos, míos, nuestros (2005; remake de la película de 1968; coproducción con Metro-Goldwyn-Mayer, Nickelodeon movies, y Columbia pictures)
- Vecinos invasores (2005; actualmente de Universal Pictures)
- Barnyard (2006; producida junto a Nickelodeon Movies)
- Charlotte's Web (2006; producida junto a Nickelodeon Movies), Walden Media & The Kerner Entertainment Company)
- Babel (2005)
- Las Torres Gemelas (2005)
- No es país para Viejos (2007)
- Transformers (2006 coproducida con Hasbro & DreamWorks Pictures)
- The will be blood (2007)
- The Eye (2007, remake de la película asiática)
- Talento de barrio (2008)
- Iron man (2007, coproducida con Marvel Entertainment, actualmente de Walt Disney Pictures)
- Indiana Jones y el reino de la calavera de cristal (2007, coproducida con LucasFilm)
- Monstruoso (2007)
- Star Trek XI (2008)
- Watchmen (2008, coproducida con Warner Bros)
- G.I. Joe: Rise of Cobra (2009, coproducida con Hasbro y Spyglass Entertainment)
- Viernes 13 (2008)
- Transformers: la venganza de los caídos (2008, coproducida con Hasbro & DreamWorks Pictures)
- Transformers: el lado oscuro de la luna (2010)
- Footloose (película de 2011) (2011)
- The Avengers (película de 2012) (2011) (distribuidor teatral)
- El lobo de Wall Street (2013)
- Labor Day (película) (2013)
- Transformers: la era de la extinción (2014)